# Francisco Garcés

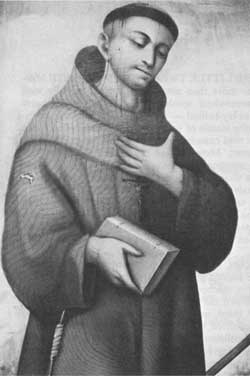
Fray Francisco Garcés

Francisco Hermenegildo Tomás Garcés (Morata de Jalón, 12 de abril de 1738 – 18 de julio de 1781, Misión Puerto de Purísima Concepción) fue un misionero y mártir franciscano español que exploró parte norte de la Nueva España, lo que hoy es Arizona, sur de California y noreste de la Baja California. 
Francisco Garcés nació en Morata de Jalón, en Aragón. Su tío Domingo Garcés, era párroco de su comunidad y le enseñó las  primeras letras. A los 15 años tomó los hábitos franciscanos y realizó sus estudios teológicos en el convento de San Francisco de Calatayud. Fue ordenado en 1763 y ese mismo año zarpó hacia la Nueva España, junto con 23 religiosos más. Se integró al Colegio Apostólico de Propaganda Fide en Querétaro. 
En 1768, cuando los jesuitas fueron expulsados de sus amplias misiones que tenían en el noroeste de Nueva España, Garcés estaba entre los que fueron a reemplazarles en la Pimería Alta, siéndole asignada la Misión de San Xavier del Bac, cerca de la actual ciudad de Tucson en Arizona, a donde llegó el 30 de junio de 1768.
Garcés continuó con el esfuerzo evangelizador de los jesuitas. Aprendió el dialecto pima, mientras les enseño el español. El 2 de octubre de ése año, la misión fue atacada por los apaches, mismos que volvieron el 20 de febrero del siguiente año. En 1771 en su soledad, inició viajes exploratorios mismos que registró en un diario, llegando hasta el Río Gila al oeste de su misión y varios cientos de kilómetros. Dicho diario contiene una serie de datos etnográficos de los indígenas de la región.
La expulsión de los jesuitas provocó una secuencia de sucesos dramáticos en las misiones españolas. Mientras que los franciscanos de la escuela de Querétaro asumieron responsabilidades en Sonora y en el sur de Arizona, otros franciscanos de la escuela de San Fernando en la Ciudad de México, bajo la dirección de Junípero Serra, fueron elegidos para reemplazar a los jesuitas en la Baja California. Los franciscanos de Serra en la Baja California también fueron encargados de encabezar un audaz avance de las misiones españolas hacia el norte, a la Alta California, que se inició en 1769. En 1773, el control de las misiones de la Baja California pasó a los dominicos. 
Los franciscanos en Alta California, al igual que los jesuitas en Baja California antes que ellos, reconocieron la conveniencia de establecer una conexión por tierra con la Nueva España a través de la región del bajo Río Colorado.
Garcés fue una persona clave en este esfuerzo. Dirigió extensas exploraciones en la inestable región intermedia de los desiertos del oeste de la Pimería Alta, normalmente por propia cuenta. 

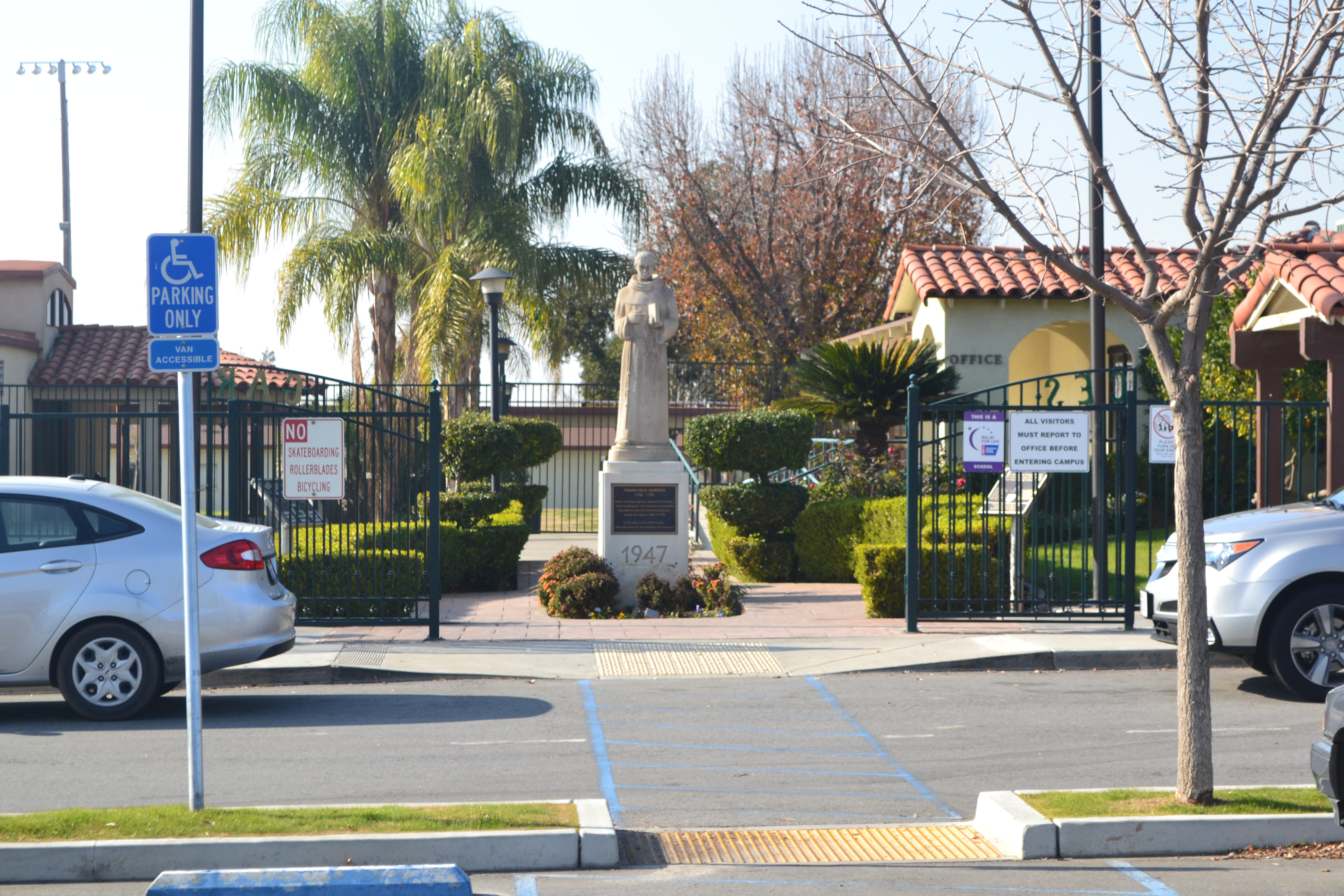
Estatua de Francisco Garcés en Memorial High School en Bakersfield

En 1773, se organizó un viaje exploratorio en el cual estuvo al frente el soldado-explorador Juan Bautista de Anza. Garcés fue incluido en el mismo y el objetivo era llegar a la misión de San Gabriel Arcángel en la Alta California. Dos años más tarde De Anza repite el viaje pero ahora con fines poblacionales de la zona de San Francisco, viaje en el que de nuevo Garcés fue parte del mismo. Fiel a su tradición, escribió un diario de tal viaje (1775-1776). Este viaje trazó y marcó una nueva ruta por tierra hacia la Alta California desde la Nueva España, ya que la anterior ruta era marítima partiendo de San Blas.  Esta ruta requirió la fundación de dos nuevas misiones en 1779, en los linderos del Río Colorado, y fueron la Misión Puerto de Purísima Concepción de los yumas al sur del Rio Gila (cercano a lo que hoy es Yuma Arizona) y la Misión San Pedro y San Pablo de Bicuñer (en el margen oeste del río Colorado en Algodones Baja California. Garcés fue asignado a la primera y Juan Díaz a la segunda. En Yuma se levantó un fuerte donde albergaba 10 soldados. El misionero se encontró y realizó informes sobre varias tribus indias de la zona, incluyendo a los Havasupai.

## Masacre y martirio
Los belicosos Yumas, nativos pronto chocaron contra los colonos españoles. Un domingo 17 de julio de 1781 Garcés, y sus compañeros misioneros Juan Díaz, José Matías Moreno y Juan Berreneche murieron martirizados en un levantamiento de los yumas, además de otros niños, mujeres, jóvenes indígenas, además de algunos soldados que enfrentaron a los rebeldes. La misión de la Purísima, fue atacada e incendiada. El cuerpo de Garcés fue encontrado hasta el 31 de diciembre del mismo año, posteriormente inhumado en San Pedro de Tubutama, en el poblado sonorense de Tubutama y luego en el Convento de Santa Cruz de Querétaro, (1794) al igual que sus compañeros martirizados.
Posteriormente la misma misión fue reconstruida con el nombre de Misión india de Santo Tomás en los linderos de Yuma donde en tiempos del misionero Eusebio Francisco  Kino, había sido San Dionisio en 1700. 

## Reconocimientos
La memoria de Garcés, se mantiene viva, en Arizona, California y Nevada. 
En la periferia de Yuma Arizona se encuentra la Iglesia de Santo Tomás, donde una estatua de Francisco Garcés fue erigida, y es acompañado por un ángel y un indígena. 
En california hay dos estatuas como reconocimientos memoriales al padre Garcés en Bakersfield, California: una en el Garcés Circle en Chester Avenue, y la otra en la escuela superior Católica, Garcés Memorial High School fundada en 1947. En San Bernardino National Forest varias placas recuerdan sus rutas como el monumento Garces-Smith.
En las Vegas Nevada una placa memorial recuerda a Francisco Garcés en el Parque Lorenzi. Otra placa se encuentra en el templo Ángel de la Guarda también en Las Vegas. Así mismo Las Vegas cuenta con la Avenida Garcés recordando al misionero Francisco. En Reno Nevada un vitral de la catedral está dedicada a su honor.